# 黄锦蛤
黄锦蛤（学名：Neilo carinifera），是弯锦蛤目黄锦蛤科尼罗蛤属的一种。主要分布于台湾，常栖息在深海。